# ビュルギ (小惑星)
ビュルギ (2481 Bürgi) は、小惑星帯に位置する小惑星である。パウル・ヴィルトがベルン大学のツィンマーヴァルト天文台で発見した。

## 名称
スイス生まれの技術者・数学者 ヨスト・ビュルギ（1552年 - 1632年）に因む。命名は1992年11月の小惑星回報（MPC 21129）で公表された。
ビュルギの本職は時計職人であるが、幾何学と天文学のための貴重な機器を製作する熟達の職人としてヨーロッパに名を知られた。実務を通じて方法を洗練させたすぐれた数学者でもあり、対数の考案者の一人である。プラハでルドルフ2世の宮廷に滞在していた時期には、天体物理学の先駆者ヨハネス・ケプラーとともに仕事をしている。

## 註
1. ↑  MPC 21129（1992年11月10日）
2. ↑  ビュルギの生没年はMPCに掲載された説明文によるが、他の生没年を掲げる事典等もある。ヨスト・ビュルギのつづりは複数が知られるが、MPCの説明文では Jost Bürgi としている。